# Hayri Ragıp Candemir
Hayri Ragıp Candemir oder nur Hayri Ragıp (* 1908 in Istanbul; † nach 1939) war ein türkischer Fußballspieler. Obwohl Candemir ein Eigengewächs von Galatasaray Istanbul war und für diesen kurzzeitig spielte, verbrachte er nahezu seine gesamte Karriere bei  Vefa Istanbul und wird deswegen mit diesem Verein in Verbindung gebracht.

## Spielerkarriere

### Verein
Candemir besuchte das  Galatasaray-Gymnasium und spielte in der Jugendabteilung des Traditionsvereins Galatasaray Istanbul, der 1905 von Schülern des Galatasaray-Gymnasiums gegründet worden war. Sein fußballerisches Talent sprach sich in der Galatasaray-Gemeinde schnell herum, sodass er in der ersten Hälfte der 1920er Jahre in den Kader der Fußballmannschaft Galatasaray aufgenommen wurde. Zum Zeitpunkt seines Eintritts in den Profikader spielte sein Verein in der İstanbul Futbol Ligi (dt. Istanbuler Fußballliga). Da es damals in der Türkei keine landesübergreifende Profiliga gab, bestanden stattdessen in den Ballungszentren wie Istanbul, Ankara und Izmir regionale Ligen, von denen die İstanbul Ligi (auch İstanbul Futbol Ligi genannt) als die Renommierteste galt. Candemir schaffte es nicht, sich als Stammspieler zu etablieren, und absolvierte für Galatasaray keine Pflichtspielpartie. Trotz dieser Situation gab er im November 1924 sein Debüt für die türkische Nationalmannschaft.
1925 wechselte er innerhalb der Liga zu Vefa Istanbul. Für diesen Verein, der im Sommer 1932 mit Kumkapı SK zu Vefa Kumkapı SK fusionierte und sich 1935 wieder in Vefa SK umbenannte, spielte er bis zum Sommer 1936.

### Nationalmannschaft
Candemir begann seine Nationalmannschaftskarriere 1924 mit einem Einsatz für die türkische Nationalmannschaft im Testspiel gegen die bulgarische Nationalmannschaft. Bis zum September 1926 absolvierte er zwei weitere Länderspiele und wurde anschließend nicht mehr nominiert.